# Prigorje (stacja kolejowa)
Prigorje (ros. Пригорье) – stacja kolejowa w miejscowości Prigorje, w rejonie rosławskim, w obwodzie smoleńskim, w Rosji. Położona jest na linii Briańsk – Smoleńsk.

## Historia
Stacja powstała w XIX w. na drodze żelaznej orłowsko-witebskiej, pomiędzy stacjami Syszczinskaja i Lipowskaja.